# Máiréad Nesbitt
Pour les articles homonymes, voir Nesbitt.
Máiréad Nesbitt, née le 18 avril 1979 à Loughmore (Irlande), est une musicienne et compositrice irlandaise de musique celtique et classique. Violoniste et violoneuse, elle est connue pour avoir été le premier violon du groupe Celtic Woman.

## Biographie
Máiréad Nesbitt est née à Loughmore d'un musicien et d'une musicienne, John et Kathleen Nesbitt, tous deux professeurs de musique dans le comté de Dublin, en Irlande. Suivant les traces de ses parents, elle-même, sa sœur, Frances, et ses quatre frères, Seán, Michael, Noel et Karl, font tous carrière dans la musique. Elle apprend le piano depuis l'âge de quatre ans et à six ans elle commence à jouer du violon.
La jeune fille étudie la musique au couvent des Ursulines de Thurles, dans le comté de Tipperary, puis à l'Institut de technologie de Waterford et à l'École de Musique de Cork, où elle suit les cours de Cornelia Zanidache. C'est pendant ses études qu'elle intègre l'Orchestre national de la jeunesse d'Irlande. Elle achève ses études à la Royal Academy of Music et au Trinity College of Music de Londres, sous la direction d'Emanuel Hurwitz.
La carrière de Máiréad Nesbitt est lancée dès ses seize ans, où elle participe au prestigieux RTÉ Concert Orchestra. Elle joue du violon pour plusieurs bandes originales, notamment celles des spectacles Riverdance, Seigneur de la danse et Feet of Flames (en). Elle participe aux tournées mondiales des deux derniers comme premier violon.
C'est en 2001 que la violoniste et violoneuse sort son premier album : Raining Up. Il est salué comme un « chef-d'œuvre celtique contemporain » par l'hebdomadaire The Birmingham Post. Máiréad Nesbitt compose également la partition du spectacle musical Irish Dance Invasion. Elle collabore avec des artistes de renom, tels que Sinéad O'Connor, Sharon Shannon, Frances Black, Clannad et Emmylou Harris.
En 2004, Máiréad Nesbitt devient un des membres fondateurs du groupe de musique irlandaise entièrement féminin Celtic Woman, avec Órla Fallon (en), Méav Ní Mhaolchatha (en), Lisa Kelly (en) et Chloë Agnew (en). Elle y assure le rôle de premier violon et enregistre avec le groupe 11 albums au succès retentissant en Irlande et plus largement dans le monde anglophone. Ses solos au fiddle lors de leurs concerts la rendent célèbre par sa remarquable présence sur scène et sa virtuosité de jeu, ce qui lui vaut d'être qualifiée de « violoneuse diabolique » (« A demon of a fiddle player ») par le New York Times.
En parallèle de sa carrière avec le groupe Celtic Woman, les studios Disney font appel à elle comme soliste pour leurs films d'animation La Fée Clochette (2008) puis Clochette et la Pierre de lune (2009). Elle collabore avec d'autres groupes, tels que The Dhol Foundation (en) et Afro Celt Sound System.
Fin 2016, Máiréad Nesbitt lance sa propre ligne de violons, The Máiréad Nesbitt Celtic Violin Collection, en même temps que sort son deuxième album solo, Hibernia, composé par ses soins et enregistré avec un orchestre symphonique. L'année suivante, c'est avec toute la famille Nesbitt réunie sur trois générations qu'elle sort un album collectif, The Devil's Bit Session, enregistré au pied de la montagne irlandaise surnommée the Devil's Bit (en), soit « la bouchée du Diable », parce qu'une légende raconte que le diable en aurait croqué puis recraché un morceau,.

## Influences
Au-delà de l'inspiration tirée de sa famille, les influences musicales de Máiréad Nesbitt viennent largement de la musique traditionnelle irlandaise. Parmi ses inspirations figurent le violoneux irlandais Michael Coleman, la compositrice et violoneuse américaine d'origine irlandaise Liz Carroll et le violoniste israélien Itzhak Perlman, mais aussi le violoniste de jazz français Stéphane Grappelli et la chanteuse et violoniste de bluegrass américaine Alison Krauss. Elle a également déclaré être influencée par le rock de David Bowie, de Sting et de Björk.

## Discographie

### En solo
- Raining Up (version britannique 2001; version américaine 2006)
- Hibernia (décembre 2016)

### Au sein du groupeCeltic Woman
- Celtic Woman (en) (mars 2005)
- Celtic Woman: A Christmas Celebration (en) (octobre 2006)
- Celtic Woman: A New Journey (en) (janvier 2007)
- Celtic Woman: The Greatest Journey (en) (octobre 2008)
- Celtic Woman: Songs from the Heart (en) (janvier 2010)
- Celtic Woman: Lullaby (en) (février 2011)
- Celtic Woman: Believe (en) (mai 2011, janvier 2012)
- Celtic Woman: Home for Christmas (en) (octobre 2012)
- Celtic Woman: Emerald - Musical Gems (en) (février 2014)
- Celtic Woman: Destiny (en) (octobre 2015)
- Celtic Woman: The Best of Christmas (en) (novembre 2017)

### Avec le groupe The Dhol Foundation
- Drum-Believable (2005)

### Autres collaborations
- Lord of the Dance (mars 1997)
- Feet of Flames (en) (février 1999)
- La Fée Clochette (bande originale, octobre 2008)
- Clochette et la Pierre de lune (bande originale, (septembre 2009)

### Avec la famille Nesbitt
- Devil's Bit Sessions (en) (juin 2017)

## Filmographie
- Seigneur de la danse (novembre 1999)
- Celtic Woman (mars 2005)
- Celtic Woman: A New Journey (janvier 2007)
- Celtic Woman: A Christmas Celebration (octobre 2007)
- Celtic Woman: The Greatest Journey (octobre 2008)
- Celtic Woman: Songs from the Heart (janvier 2010)
- Celtic Woman: Believe (janvier 2012)
- Celtic Woman: Home for Christmas (octobre 2013)
- Celtic Woman: Emerald - Musical Gems (février 2014)
- Celtic Woman: Destiny (octobre 2015)